# Puccinia oahuensis
Puccinia oahuensis ist eine Ständerpilzart aus der Ordnung der Rostpilze (Pucciniales). Der Pilz ist ein Endoparasit von Fingerhirsen (Digitaria spp.). Symptome des Befalls durch die Art sind Rostflecken und Pusteln auf den Blattoberflächen der Wirtspflanzen. Das Verbreitungsgebiet umfasst warmgemäßigte bis tropische Regionen in der ganzen Welt.

## Merkmale

### Makroskopische Merkmale
Puccinia oahuensis ist mit bloßem Auge nur anhand der auf der Oberfläche des Wirtes hervortretenden Sporenlager zu erkennen. Sie wachsen in Nestern, die als gelbliche bis braune Flecken und Pusteln auf den Blattoberflächen erscheinen.

### Mikroskopische Merkmale
Das Myzel von Puccinia oahuensis wächst wie bei allen Puccinia-Arten interzellulär und bildet Saugfäden, die in das Speichergewebe des Wirtes wachsen. Spermogonien oder Aecidien sind nicht bekannt. Die gelbbräunlichen Uredien wachsen blattunterseitig. Ihre Uredosporen sind oval bis eiförmig, 25–32 × 20–25 µm groß, gold- bis zimtbraun und fein stachelwarzig. Die Telien der Art sind schwarz und von der Epidermis bedeckt. Die braunen Teleutosporen sind zweizellig, keulenförmig bis länglich und 25–45 × 16–22 µm groß; ihre Stiele sind 20 µm lang und hyalin bis bräunlich.

## Verbreitung
Das Verbreitungsgebiet von Puccinia oahuensis umfasst warme und tropische Regionen auf der ganzen Welt.

## Ökologie
Die Wirtspflanzen von Puccinia oahuensis sind Fingerhirsen (Digitatum spp.). Der Pilz ernährt sich von den im Speichergewebe der Pflanzen vorhandenen Nährstoffen, seine Sporenlager brechen später durch die Blattoberfläche und setzen Sporen frei. Die Art verfügt über einen Entwicklungszyklus mit Telien und Uredien, Spermogonien und Aecidien fehlen.